# Medi

Il Vicino Oriente antico al tempo dei Medi

I Medi (in ebraico Māday; Mēdoi o Madai nella Septuaginta; in greco, Μῆδοι) furono un antico popolo iranico che nella prima metà del I millennio a.C. occupò la parte centrale e settentrionale dell'altopiano iranico, a sud e sud-ovest del Mar Caspio, fino all'ascesa dei Persiani di Ciro. Il loro territorio è detto tradizionalmente Media.
Non ci sono pervenuti testi in lingua meda, per cui tutto ciò che sappiamo di questo popolo si deve a fonti assire, neobabilonesi e greche (in particolare Erodoto, mēdikos logos).
Secondo le Storie di Erodoto, i Medi erano anticamente chiamati "Arii" (Ἄριοι) da tutti i popoli, ma quando Medea, dalla Colchide venne ad Atene, cambiarono il loro nome in suo onore.

## Storia

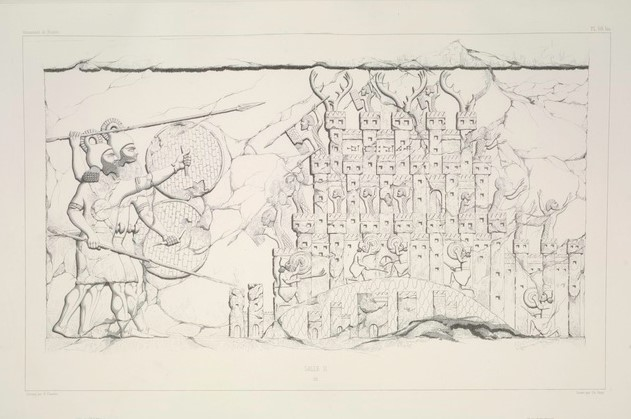
Copia di un bassorilievo del palazzo di Dur-Sharrukin (Eugène Flandin, 1849) raffigurante gli eserciti assiri di Sargon II all'assedio della città meda di Kishshesim

Secondo l'archeologo francese Roman Ghirshman, i Medi sarebbero giunti nel Vicino Oriente antico verso la fine del II millennio a.C. In base ad alcuni sepolcri a cuspide ritrovati nel Caucaso, lo studioso ritiene che i Medi provenissero da nord. Un altro studioso, Theodore Cuyler Young Jr., ritiene invece che la penetrazione meda sarebbe avvenuta intorno al 1300 a.C., dalla pianura del Gurgan, a sud-est del Mar Caspio, nei pressi della moderna Astarābād.
I Medi vanno comunque messi in relazione con la seconda ondata nel Vicino Oriente di genti iraniche (di cui i Medi, già secondo gli Assiri, sono i rappresentanti principali), essendo la prima ondata quella ipotizzata in base alla penetrazione dell'onomastica indo-iranica nell'area di Mitanni (maryannu) e alla diffusione del carro da guerra leggero e dei cavalli.
Gli Assiri fanno riferimento ai "potenti Medi" o ai "lontani Medi" di Ecbatana (l'odierna Hamadān) già nell'836 a.C., ai tempi di Salmanassar III e poi ininterrottamente fino ad Assurbanipal. In particolare, gli annali di Sargon II (722-705) e di Esarhaddon (680-669) testimoniano delle difficoltà provocate all'Impero dai re medi.
Secondo Erodoto (I, 96-99), un Deioce (Δηιόκης) sarebbe stato il fondatore di Ecbatana e l'unificatore delle popolazioni mede. Un capo medo, Dayaukku (o Dayakku), sarebbe stato fatto prigioniero dal re assiro Sargon II nel 715 e deportato a Camat, in Siria. L'anno dopo, lo stesso Sargon avrebbe sconfitto il principe medo Metatti, che aveva la propria base a Zakirtu, una regione a sud-est del lago di Urmia.
.

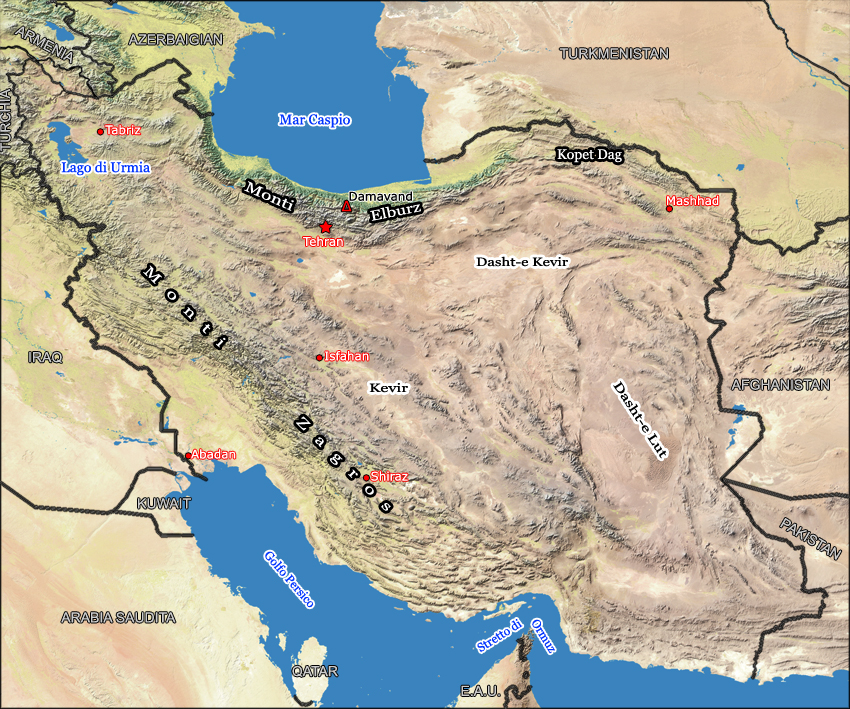
I Monti Zagros, nella zona occidentale dell'odierno Iran

Si suppone quindi che tra il 1300 ed il 900 si sia prodotta l'iranizzazione dell'altopiano, oggi indicato come "iranico", a scapito degli strati pre-indoeuropei (capaci di resistere soprattutto sulla dorsale degli Zagros, da Urartu fino all'Elam). Via via che la documentazione si precisa, si distinguono sempre meglio diverse "nazioni" iraniche (intendendo per "nazioni" entità etno-linguistiche di natura gentilizia, raccolte intorno a fattori unificanti come lingua e religione). Oltre ai Medi, posti nello Zagros settentrionale, altre genti iraniche sono i Persiani (nella zona dell'antica Anshan), Ircani (abitanti del Gorgān) e Parti ad est del Mar Caspio, Battriani e Sogdiani a nord del Paropamiso, e poi ancora Ari, Drangiani, Aracosi nell'altopiano centrale.
La capitale meda, Ecbatana, era posta al centro della Via del Khorasan, la via commerciale che collegava Babilonia con l'Asia centrale.
È ai tempi di Esarhaddon che Medi e Mannei, da aggregazioni tribali poste come Stati-cuscinetto tra Assiria e Urartu, diventano entità etnico-politiche riconoscibili e differenziate in diverse regioni e diversi capi. L'interesse degli Assiri verso i Medi è relativo al commercio di cavalli, metalli e altri prodotti iranici, anche di ordine militare, nel tentativo di controllare la bellicosità dei Medi e ridurla a un fattore di forza per la politica imperiale. In ogni caso, il territorio dei Medi non viene annesso.
Fino ai tempi di Esarhaddon, i Medi vengono significativamente indicati come "lontani", a esprimere la loro perifericità rispetto al centro dell'Impero. Esarhaddon riporta i nomi di tre capi medi: Uppis di Partakka (nella zona di Iṣfahān), Zanasana di Partukka (forse la Partia?) e Ramataya di Urukzabarna (mai localizzato).
Nel 672 a.C., Esarhaddon, al momento di indicare nel figlio minore Assurbanipal il principe ereditario (destinando al figlio maggiore Shamash-shum-ukin il trono di Babilonia), rese tributari i principi medi o, secondo un'altra interpretazione dei testi assiri, sollecitò un giuramento delle guardie del corpo mede di stanza a corte. I testi che sanciscono questi accordi (che si tratti di trattati politici o di giuramenti di corpo) furono scoperti a Nimrud nel 1955 e rappresentano alcune delle più grandi tavole in cuneiforme mai trovate (una di esse misura 45,7 × 30,5 cm). I capitribù medi menzionati sono più numerosi: oltre a Ramataya, si parla di Tuni di Elpa (Ellipi), Bur-Dadi di Karzitali, Khumbaresh di Nakhshimarta, Khatarna di Zkrisi, Larkutla di Zamua e un re di Izaya di cui non è riportato il nome. I Medi vollero distruggere le tavole dei trattati nel 612, quando conquistarono Nimrud.
Alcuni oracoli assiri del periodo di Esarhaddon fanno riferimento a un re medo, Kashtaritu, condottiero operante negli Zagros, che sottomise i Persiani (in particolare il re di Anshan, Teispe) e cercò di formare una coalizione tra Medi, Mannei e Cimmeri.
Chiede Esarhaddon al dio Shamash:
Erodoto individua questo condottiero in Fraorte (675-653 a.C.), figlio o nipote di Deioce, poi sottomesso dai Persiani (I, 102). Secondo le fonti assire, l'entità politica formata da Kashtaritu si estendeva dal Lago di Urmia alla Parside e dagli Zagros al Demavend.
Sempre stando a Erodoto, la Media fu successivamente assalita dagli Sciti, che la dominarono per 28 anni, fin quando Ciassare (Umakištar), figlio di Fraorte, la liberò (ca. 625 a.C.). Intorno al 630 è, peraltro, collocabile la fioritura della nuova religiosità zoroastriana nell'altopiano iranico.
L'armonizzazione delle fonti assire con la testimonianza di Erodoto rimane comunque problematica: non è sicura l'identificazione di Dayaukku e Deioce, né l'esistenza di un Ciassare I (il successore di Kashtaritu/Fraorte è indicato come Ciassare II da chi crede all'esistenza di un Ciassare I).

### Il crollo dell'Impero assiro
L'alleanza tra Ciassare e il re caldeo Nabopolassar rappresenta un momento di svolta nella storia meda. Negli anni 626-623, diverse incursioni assire non erano riuscite a contenere la ribellione di Uruk, Nippur, Der e della stessa Babilonia. Nel 625, Nabopolassar, dopo aver contribuito al coagulo delle forze anti-assire nella Bassa Mesopotamia, venne riconosciuto re dai Babilonesi. Per il periodo successivo, le fonti sono gravemente lacunose e riprendono a offrire informazioni per l'anno 616 a.C., quando Nabopolassar, ottenuto pieno controllo della Bassa Mesopotamia, decise di dirigere le proprie forze contro il cuore stesso dell'Impero assiro lungo due direttrici: l'Eufrate, per tagliare i collegamenti tra l'Assiria e l'Egitto (che, in cambio dell'egemonia sulla Siria-Palestina, aveva concesso agli Assiri un aiuto militare), e il Tigri. È su questa seconda direttrice che si inserisce il decisivo contributo militare dei Medi (mentre i Mannei segnarono il proprio destino alleandosi con gli Assiri). Ciassare organizzò un potente esercito e, con alle spalle l'alleanza con Nabopolassar, distrusse le maggiori città assire: Assur nel 614, poi Nimrud e Ninive nel 612, e infine Carran nel 610.
Il crollo dell'Impero assiro è narrato dalle Cronache babilonesi (ABC 3 o Cronaca della caduta di Ninive). Il seguente passo è relativo alla caduta di Assur:
Due anni dopo lo stesso destino tocca a Ninive:
La cronaca prosegue e menziona la presa di Carran, nel sedicesimo anno di regno di Nabopolassar.
Un altro importante regno che crollò verso la fine del VII secolo a.C. fu quello di Urartu. Nel 608, Nabopolassar si scontrò con gli Urartei per coprirsi il fianco nella sua discesa verso la Siria. Manca documentazione testuale sul crollo di Urartu, che deve essere avvenuto intorno al 590 ad opera di genti iraniche. Alcuni studiosi attribuiscono la caduta di Urartu agli Sciti, ma furono soprattutto i Medi, che in quella fase controllavano già gli Zagros settentrionali e l'Alta Mesopotamia, e che nel 585 finirono per scontrarsi con i Lidi in Cappadocia, ad approfittare maggiormente del collasso urarteo. Urartu venne annessa dai Medi, per poi divenire una satrapia achemenide, con il nome di Armenia (riflesso toponomastico di un progressivo mutamento etnico, che aveva portato alla sostituzione degli Urartei di lingua hurrita con gli Armeni di lingua indoeuropea).
Dopo il crollo di Assiria e Urartu, i Medi riuscirono a contenere l'espansionismo persiano, sottomettendo intorno al 600 Cambise I, figlio di Ciro I, e poi anche gli Armeni intorno al 590. I Medi vennero a confronto anche con i Lidi di Aliatte II. Dopo vari scontri non risolutivi, Cilici e Caldei offrirono una mediazione che portò a una pace, sancita da matrimoni dinastici: si individuò nel fiume Halys un confine. L'ultimo scontro prima di questa pace si produsse nel 585 (la datazione si basa su un'eclissi solare, quella prevista da Talete nel racconto erodoteo).

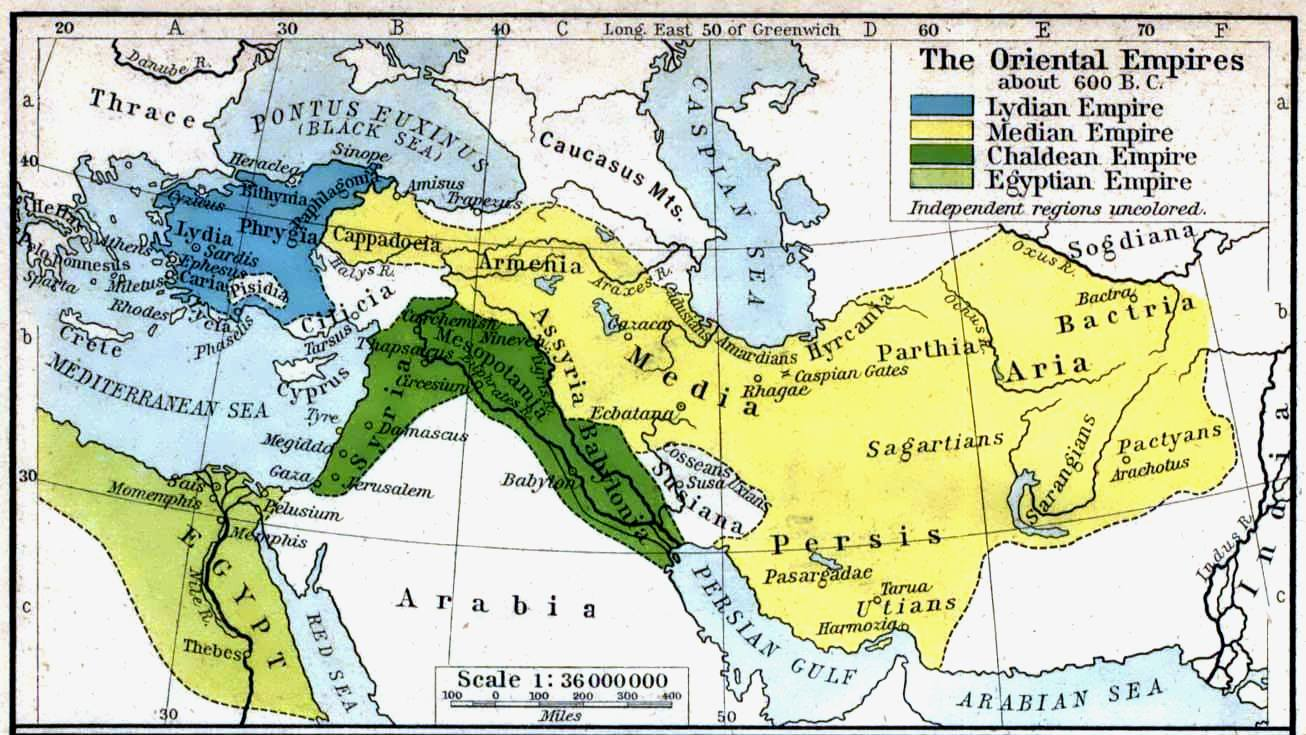
Una mappa del 1923 che mostra il cosiddetto "Impero dei Medi" secondo la tradizione

Alla morte di Ciassare salì al trono il figlio Astiage (Ištumegu), che si trovò al centro di un sistema di alleanze (commerciali, politiche e matrimoniali) alquanto stabile tra Media, Babilonia, Lidia, Cilicia ed Egitto. Segue un trentennio di pace nel Vicino Oriente. L'estensione del dominio medo è pari o superiore a quello assiro ormai estinto, ma questa formazione difficilmente può essere definita "impero", innanzitutto perché le aree di massima concentrazione demografica e urbana (Mesopotamia, Egitto, Valle dell'Indo) non ne fanno parte, essendo il regno medo composto di aree popolate per "oasi" e semivuote per il resto. Si tratta di aree, pur ricche di risorse, che avevano tradizionalmente rappresentato le periferie dei diversi imperi. Inoltre, la coesione politica di questo organismo era assai tenue: le nazioni iraniche rimangono attaccate alle proprie tradizioni di autogoverno e si rapportano alla dominazione meda soprattutto in termini personali e gentilizi (venendo dunque a mancare un sistema tributario organizzato o la costituzione di vere e proprie province).
L'equivoco sul cosiddetto "Impero dei Medi" sarà favorito da Erodoto, il quale elabora (I, 95 e 130) una lista di imperi in successione: gli Assiri, al potere per 520 anni, poi i Medi per 128 anni e infine la dinastia achemenide (cioè i Persiani), l'impero dominante ai tempi di Erodoto. La lista di Erodoto (che rappresenta i prodromi della medievale translatio imperii), oltre a confondere gli Assiri con i Babilonesi, attribuisce ai Medi un potere che con maggior ragione andava individuato nell'Impero caldeo (o "neo-babilonese"). Con l'avvento dell'Impero macedone, la sequenza sarebbe stata allargata, come risulta anche dal Libro di Daniele. Il "sogno della statua" (Dn, 2) descrive una statua dalla testa d'oro (Assiria-Babilonia), il petto d'argento (Media), il ventre di bronzo (Persia), le gambe di ferro (Macedonia) e i piedi di argilla. Il "sogno degli animali" (Dn, 7) raffigura l'Assiria-Babilonia come un leone alato, la Media come un orso, la Persia come un leopardo e la Macedonia come un animale con dieci corna.
Fin dai tempi dell'alleanza tra Ciassare e Nabopolassar, furono in effetti i Caldei a ereditare il territorio e le strutture politiche dell'Impero assiro, mentre i Medi, sostanzialmente, "tornarono al loro paese". Le iscrizioni neo-babilonesi chiariscono la divisione dei compiti, con i Medi a distruggere le città assire e i Caldei a ricostruire.
La Cronaca di Nabonide riporta che Astiage attaccò il re di Anshan, Ciro II (poi detto "il Grande"), venendone sconfitto. Sarà poi l'operato di quest'ultimo, tra il 553 e il 550, a far rivivere le esperienze statali elamiche, forti del passato confederale tra i cantoni dell'altopiano, e a coniugarle con lo slancio militare e ideologico delle nazioni iraniche. Ribellandosi ad Astiage, di cui era tributario, Ciro diede vita a un organismo politico, l'Impero achemenide, di dimensioni mai viste, che in qualche modo segna una cesura nella storia del Vicino Oriente antico.
Pur se politicamente sconfitti, forte fu l'influenza dei Medi sui Persiani, segnatamente sul piano culturale e religioso, attraverso la casta sacerdotale dei magi zoroastriani, mentre la città di Rhagae, che era sacra per i Medi, rimase tale anche per i Persiani. Il palazzo reale di Ecbatana divenne inoltre residenza estiva degli imperatori persiani, che istituirono la satrapia di Media.

## Lingua
Il medo sembra essere imparentato all'antico persiano, ma di esso non restano che frammenti e prestiti rilevati nelle iscrizioni antico-persiane. Non ci sono pervenute iscrizioni mede.

## Archeologia
Sono state messe in luce diverse strutture architettoniche mede, databili tra il IX ed il VII secolo a.C., a Godin Tepe, Tepe Nush-i Jan (quest'ultima già abbandonata nel VI secolo a.C.) e Baba Jan Tepe. Tra l'VIII e il VII secolo si assiste a un significativo processo di urbanizzazione e fortificazione. Nella prima metà del VI secolo a.C., nel periodo in cui le fonti storiche attestano l'apice della potenza meda, si assiste a un abbandono difficilmente spiegabile di diverse cittadelle cerimoniali mede. Mario Liverani riferisce questo abbandono alla scarsa volontà o all'incapacità dei Medi di strutturarsi come organismo imperiale.
Non è stato possibile identificare un'arte meda. Gli scavi ad Ecbatana non hanno permesso di rintracciare resti del periodo dei Medi.

## Lista dei sovrani medi
- Deioce (VIII secolo-675 a.C.)
- Fraorte (675-653 a.C.)
- Ciassare (653-585 a.C.)
- Astiage (585-549 a.C.)